# Radio City Music Hall

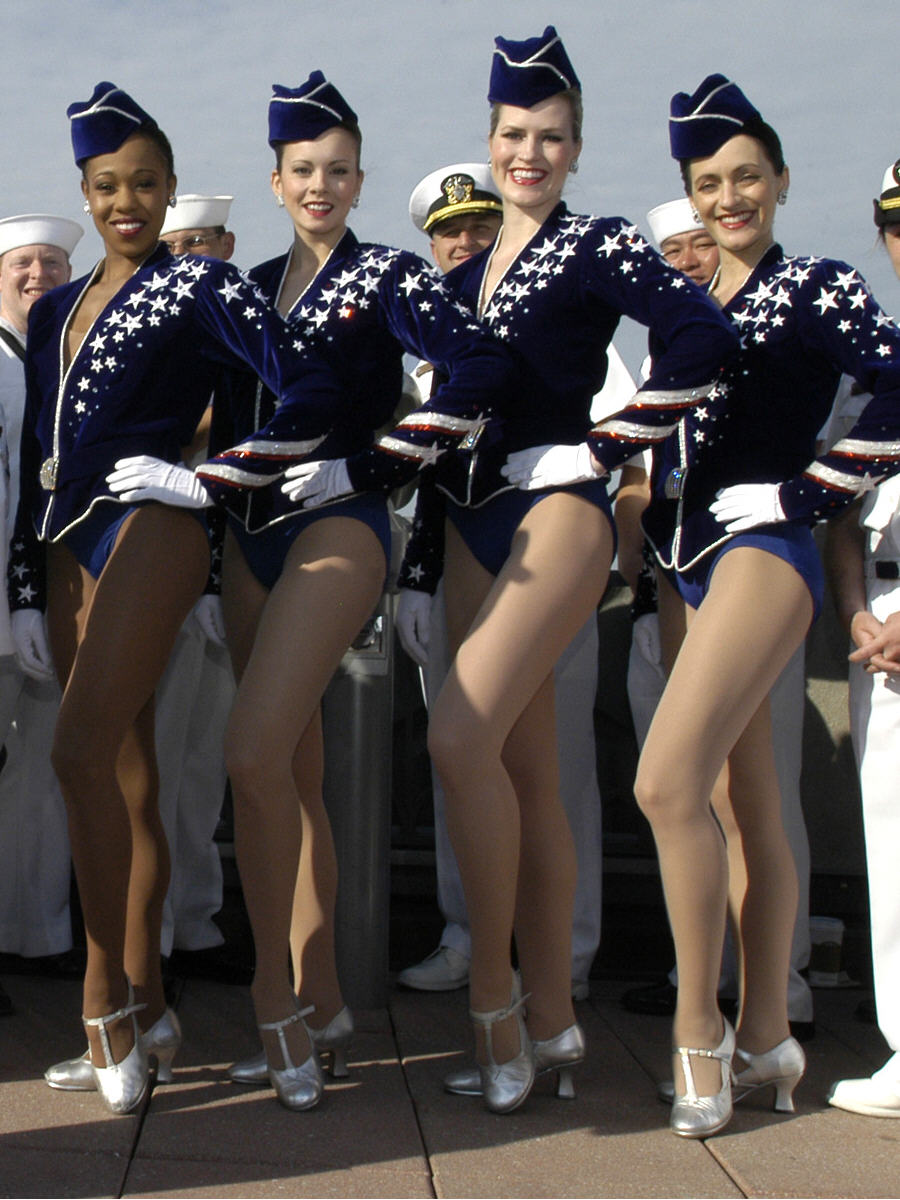
Una porción pequeña del grupo de baile The Rockettes.

El Radio City Music Hall es un lugar de entretenimiento ubicado en el Rockefeller Center, en la ciudad de Nueva York, Estados Unidos. Es considerado como el teatro más importante del país, y se le da el apodo "Showplace of the Nation" ("Lugar de espectáculos de la nación"). Fue inaugurado el 27 de diciembre de 1932 y, por un tiempo, fue considerado como el primer destino turístico de la ciudad de Nueva York. En su escenario, el espectáculo "Radio City Christmas Spectacular" ha sido presentado anualmente desde 1933. En 1978 fue declarado Monumento Histórico de Nueva York.

## Historial
El complejo de 12 acres (49 000 m²) en Midtown Manhattan, que es actualmente conocido como el Rockefeller Center, fue desarrollado entre 1929 y 1940 por el filántropo John D. Rockefeller Jr., sobre un terreno arrendado de la Universidad de Columbia. El Radio City Music Hall fue diseñado por el arquitecto Edward Durell Stone y el diseñador de interiores Donald Deskey en el estilo art decó.
El nombre originalmente previsto para el teatro fue International Music Hall. Los nombres "Radio City" y "Radio City Music Hall" se derivan de uno de los primeros inquilinos del complejo, la Radio Corporation of America. El Radio City Music Hall fue un proyecto de Rockefeller; Samuel Roxy Rothafel, quien previamente había abierto el Roxy Theatre en 1927; y el presidente de RCA, David Sarnoff. RCA había desarrollado numerosos estudios para la NBC en el 30 de Rockefeller Plaza, justo al sur del Music Hall, y el complejo de la radiotelevisión que prestó al Music Hall su nombre sigue siendo conocido como los NBC Radio City Studios.
El Music Hall se abrió al público el 27 de diciembre de 1932 con un espectáculo escénico presentado por Ray Bolger, Doc Rockwell, y Martha Graham. La apertura estaba destinado a ser un retorno a entretenimiento de variedad de la primera clase. El nuevo formato no fue un éxito. El programa era muy largo y las actuaciones individuales se perdían en el salón cavernoso. El 11 de enero de 1933, el Music Hall optó por el formato más familiar entonces de proyectar una película con un espectáculo escénico ejecutado por Rothafel en el Roxy Theatre de Nueva York. La primera película que se mostró en la pantalla gigante fue The Bitter Tea of General Yen, dirigida por Frank Capra y protagonizada por Barbara Stanwyck, y el Music Hall se convirtió en el lugar habitual para los estrenos de las películas del estudio RKO Pictures. El formato de "película de cine con espectáculo escénico" continuó en el Music Hall hasta el año 1979, con cuatro pases completos cada día.
En la década de 1970, los cambios en el mercado de distribución de cine hizo difícil para el Radio City asegurar reservas exclusivas de muchas películas; además, el teatro optó por mostrar sólo películas calificadas para todos los públicos (denominadas en inglés como "G-rated"), lo que limitó aún más sus opciones de películas a medida que avanzaba la década. La exhibición habitual de cine en el Radio City terminó en 1979. Se hicieron planes para convertir el teatro en un espacio de oficinas, pero una combinación de interés por la conservación del lugar e intereses comerciales dio lugar a la conservación del Radio City que en 1980, después de una renovación, reabrió sus puertas al público.
En noviembre de 1988, se presentaron en el teatro dos semanas de episodios de Wheel of Fortune, que estaba tomando su primer viaje por carretera. El locutor de Saturday Night Live, Don Pardo, anunció durante esas dos semanas. El órgano icónico del teatro, el "Mighty Wurlitzer" (véase más abajo), fue usado para tocar el tema musical del programa, "Changing Keys", a lo largo de cada episodio, excepto al fin.
El Radio City Music Hall es actualmente arrendado a, y gestionado por, Madison Square Garden, Inc. Ocasionalmente se programan en el Radio City estrenos de largometrajes, como los de la serie de películas de Harry Potter, pero la explotación del teatro a lo largo de todo el año está enfocada sobre todo en la programación de conciertos y espectáculos escénicos en vivo. The Radio City Christmas Spectacular, que se ha presentado todos los años desde 1933, continúa siendo un evento anual de gran importancia (véase más abajo para detalles). En el Radio City Music Hall se han hecho presentaciones de una mayoría de líderes de la música pop y rock de los últimos 30 años, así como eventos televisados incluyendo los Premios Grammy, los Premios Tony, los MTV Video Music Awards, y el draft de la NFL.

## Diseño
Radio City tiene 5.931 asientos para los espectadores, y asientos adicionales pueden ser colocados en el ascensor pozo durante los eventos que no requieren esa cantidad de espacio, llevando la capacidad de asientos a más de 6.000; se convirtió en el mayor teatro de cine en el mundo en el momento de su inauguración.
Diseñado por Edward Durell Stone, el interior del teatro, con sus líneas austeras del estilo art decó, representó una ruptura con el ornamento ornado tradicional de rococó que fue asociado con palacios del cine en ese momento. Los arcos irradiandos del proscenio unieron el gran auditorio, lo que permitió una sensación de tanto intimidad como grandeza. La decoración interior fue creada por el diseñador Donald Deskey. Los diseños geométricos de art decó aprovisionados por Deskey incorporan vidrio, aluminio, cromo y cuero en el adorno para los revestimientos de pared, alfombras, lámparas, y muebles del teatro. Su trabajo endeudó fuertemente del estilo estético de Europa Moderna, de lo cual fue el exponente más importante en los Estados Unidos.

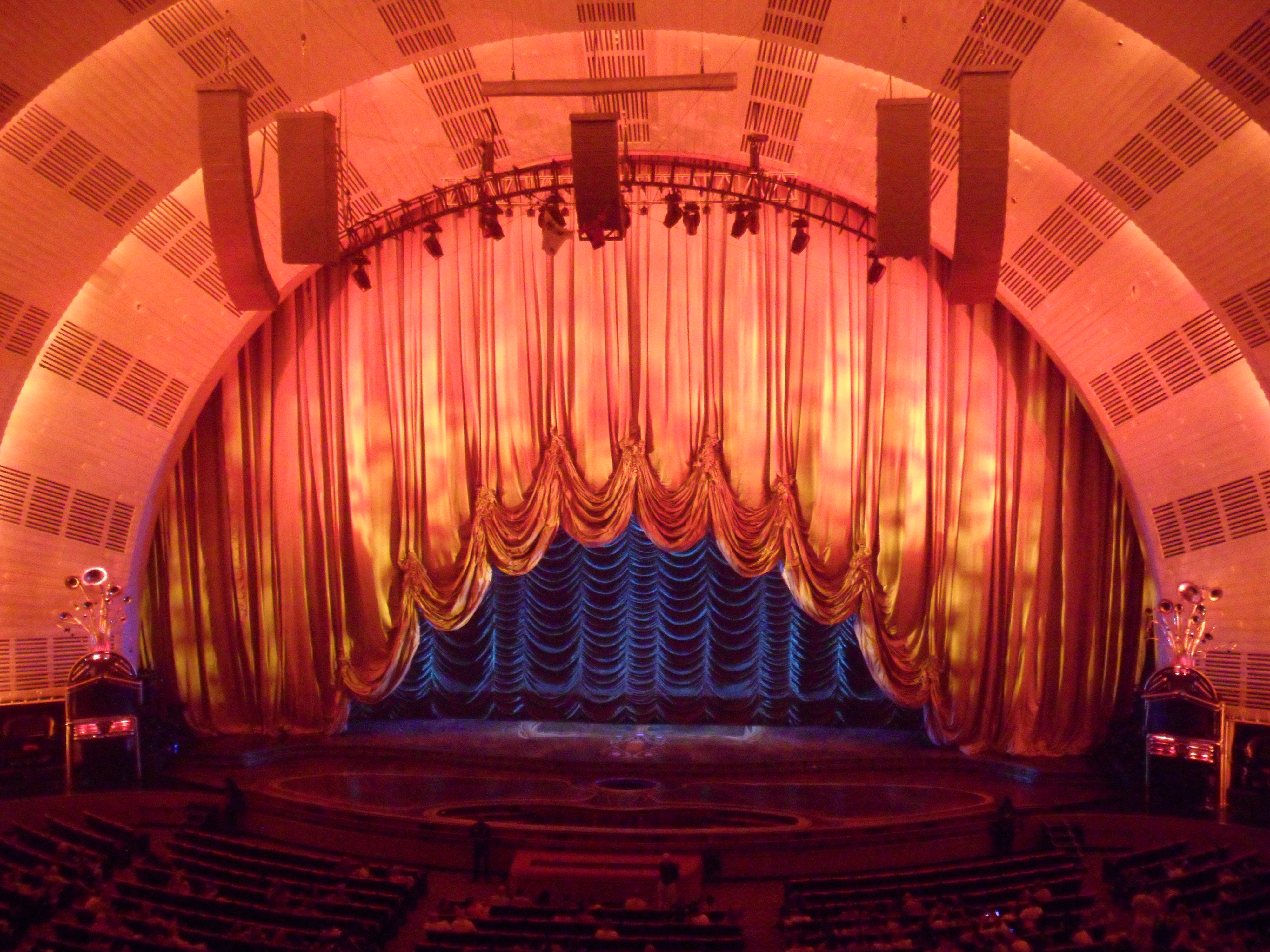
Debido a que el interior del Radio City Music Hall fue declarado Hito Histórico Nacional, el color dorado del telón no puede cambiar cada vez que es renovado.

El escenario principal, llamado "The Great Stage" y diseñado por Peter Clark, tiene medidas de 66,5 pies (20 metros) de profundidad y 144 pies (44 metros) de ancho, y se asemeja a una puesta de sol. Su sistema de ascensores estaba tan avanzado que la Armada de los Estados Unidos incorporó hidráulicos idénticos en la construcción de sus portaaviones durante la Segunda Guerra Mundial; según la tradición del Radio City, durante la guerra, los agentes del gobierno vigilaron el sótano para asegurar las ventajas tecnológicas de la Armada. Este sistema de ascensores también fue diseñado por Peter Clark y fue construido por la Otis Elevator Company.
El telón del escenario principal está hecho de seda, mide 34 m (111′ 7″) de ancho y pesa dos toneladas. Se recoge verticalmente gracias a un sistema de cables que se enrollan con motores independientes. El tablero de control original del telón tiene botones deslizantes para determinar la altura de cada uno de los trece cables. Esto permite levantar la cortina parcialmente cuando el escenario es ocupado por un intérprete o completamente para mostrar un espectáculo de mayor envergadura.
Dadas las dimensiones de la cortina, es imposible lavarla, por lo que es reemplazada cada cierto tiempo. El telón original de 1932 tuvo un costo de 19 000 dólares. Cuando fue renovado por primera vez en 1965 se gastaron 37 000 dólares. Para el siguiente cambio, en 1987, el presupuesto ascendió a 200 000 dólares, incluyendo su instalación, pero fue confeccionado por gracia por una compañía manhattanense. En la renovación de 1999, la tela fue bordada con fibra óptica para proyectar colores y patrones durante los shows.

## Mighty Wurlitzer
El órgano icónico del Music Hall, llamado el Mighty Wurlitzer, es el órgano teatral más grande construido para un teatro. Consolas idénticas con cuatro manuales (teclados) fueron instalados en ambos lados del escenario principal. Cada consola opera independientemente, con la consola en la izquierda de la audiencia siendo la primera de las dos. Los 4.410 tubos del órgano son instalados en aposentos en uno y otro lado del arco del proscenio. Instalado en 1932, el instrumento fue el más grande producido por la Rudolph Wurlitzer Manufacturing Company de North Tonawanda, Nueva York. Fue construido como un instrumento para conciertos en vez de para acompañamiento de películas mudas, porque era capaz de tocar muchos estilos de música, incluyendo literatura clásica para el órgano. Una reconstrucción total del órgano histórico era completada con tiempo suficiente para la restauración del teatro en 1999. Un órgano más pequeño de la marca Wurlitzer fue instalado en los estudios de radio del teatro, pero fue puesto en el almacenamiento cuando el estudio fue convertido en un espacio de oficinas.

## Otras obras de arte
Las áreas públicas del Music Hall cuentan con las obras de muchos artistas de la era de la Gran Depresión. El mural grande en el gran vestíbulo se titula "Fountain of Youth", y fue pintado por Ezra Winter. Los murales en la pared del salón grande son colectivamente conocidos como "The Phantasmagoria of the Theater", y fueron pintados por Louis Bouche. Tres esculturas de hembras desnudas fundidas en aluminio fueron comisionadas para el Music Hall; sin embargo, Roxy Rothafel pensó que fueron inapropiadas para un lugar de entretenimiento que estaba destinado a ser adecuado para las familias. La familia de Rockefeller amó esas esculturas, pero la única de las tres que era expuesta en la noche de apertura fue "Goose Girl" por Robert Laurent, y en la actualidad, esta escultura se muestra en el primer entresuelo. Desde la noche de apertura, las otras dos esculturas se han exhibidas en el Music Hall; "Eve" por Gwen Lux actualmente se muestra en la esquina suroeste del gran vestíbulo, y "Spirit of the Dance" por William Zorach actualmente se muestra en el salón grande. Cada uno de los baños públicos tienes salones contiguos en los que se muestran diversas obras de arte. Stewart Davis, Witold Gordon, y Donald Deskey tienen obras de arte exhibidas en esos salones. Georgia O'Keeffe se le pidió pintar un mural para el salón de damas en el segundo entresuelo; sin embargo, nunca completó el mural. La razón para su abstinencia se sujeta a discusiones.

## Espectáculo navideño
"The Radio City Christmas Spectacular" es un espectáculo escénico musical producido anualmente durante la temporada de Navidad. Es producido por MSG Entertainment, la empresa promotora de espectáculos de entretenimiento que opera el Music Hall. Este espectáculo se ha convertido en una tradición de Navidad en Nueva York, con cinco presentaciones por día, siete días por semana, a lo largo de 77 temporadas desde 1933. En el espectáculo se presentan las "Rockettes", un equipo femenino de bailantes de precisión. Otros grupos de Rockettes también viajan cada temporada navideña, actuando en varios teatros por todo el país.

## Otros usos
El equipo de la WNBA New York Liberty jugó seis partidos en casa en el Music Hall mientras su hogar regular, Madison Square Garden, preparó para acoger la Convención Nacional Republicana de 2004. Liberty jugó su primer partido en julio de 2004, en lo que enfrentaron Detroit Shock delante de 5.945 fanáticos. Los asientos en la cancha fueron en el escenario izquierdo y el escenario derecho, a lo largo de la línea de base, y las Rockettes actuaron en el descanso de medio tiempo. Estos partidos marcaron el primer tiempo en lo cual el Radio City había albergado un evento de deporte profesional desde el partido de boxeo con Roy Jones, Jr. que se albergó en 1999.

## Galería de imágenes

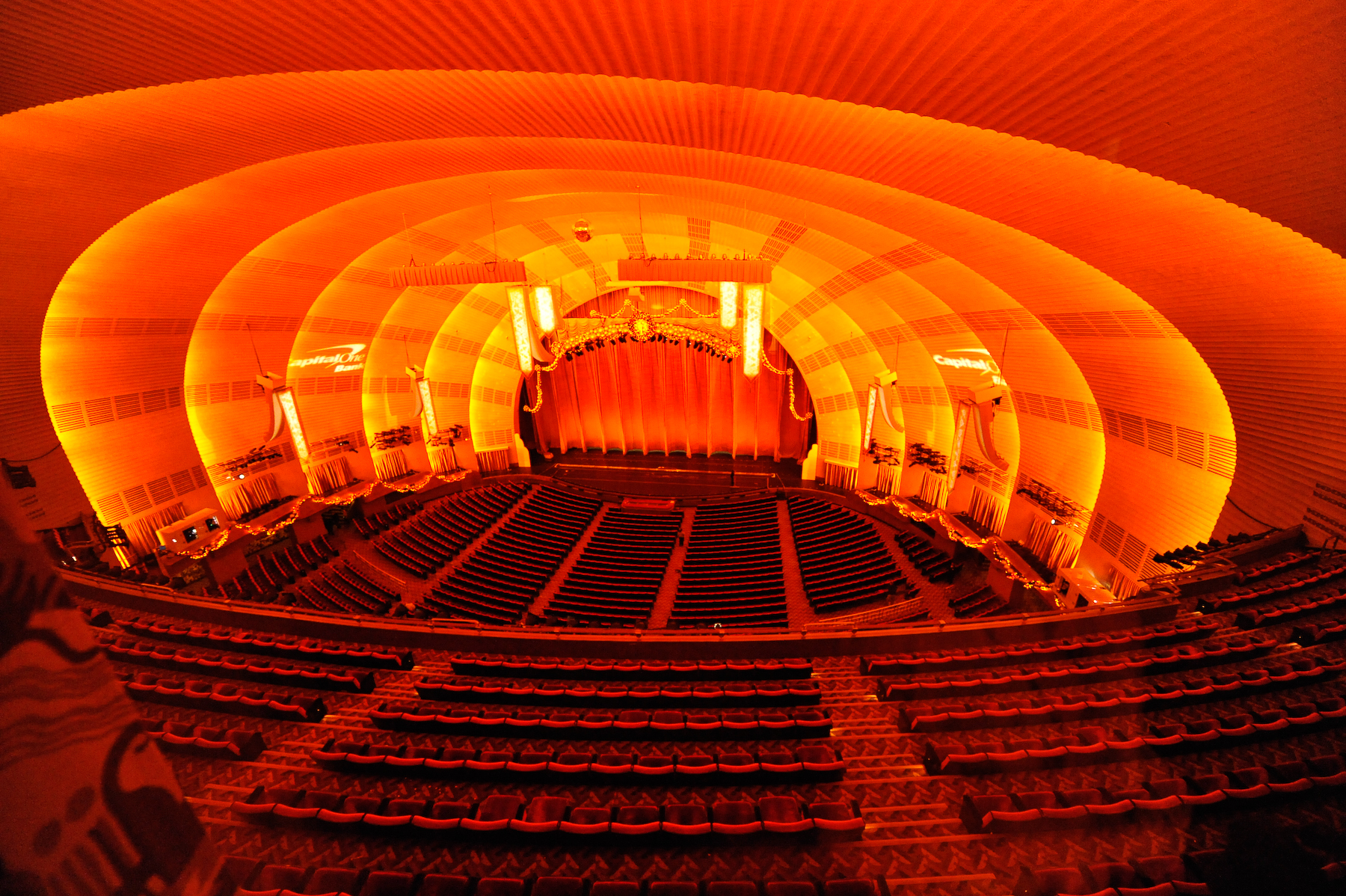
Vista con el auditorio y el escenario.
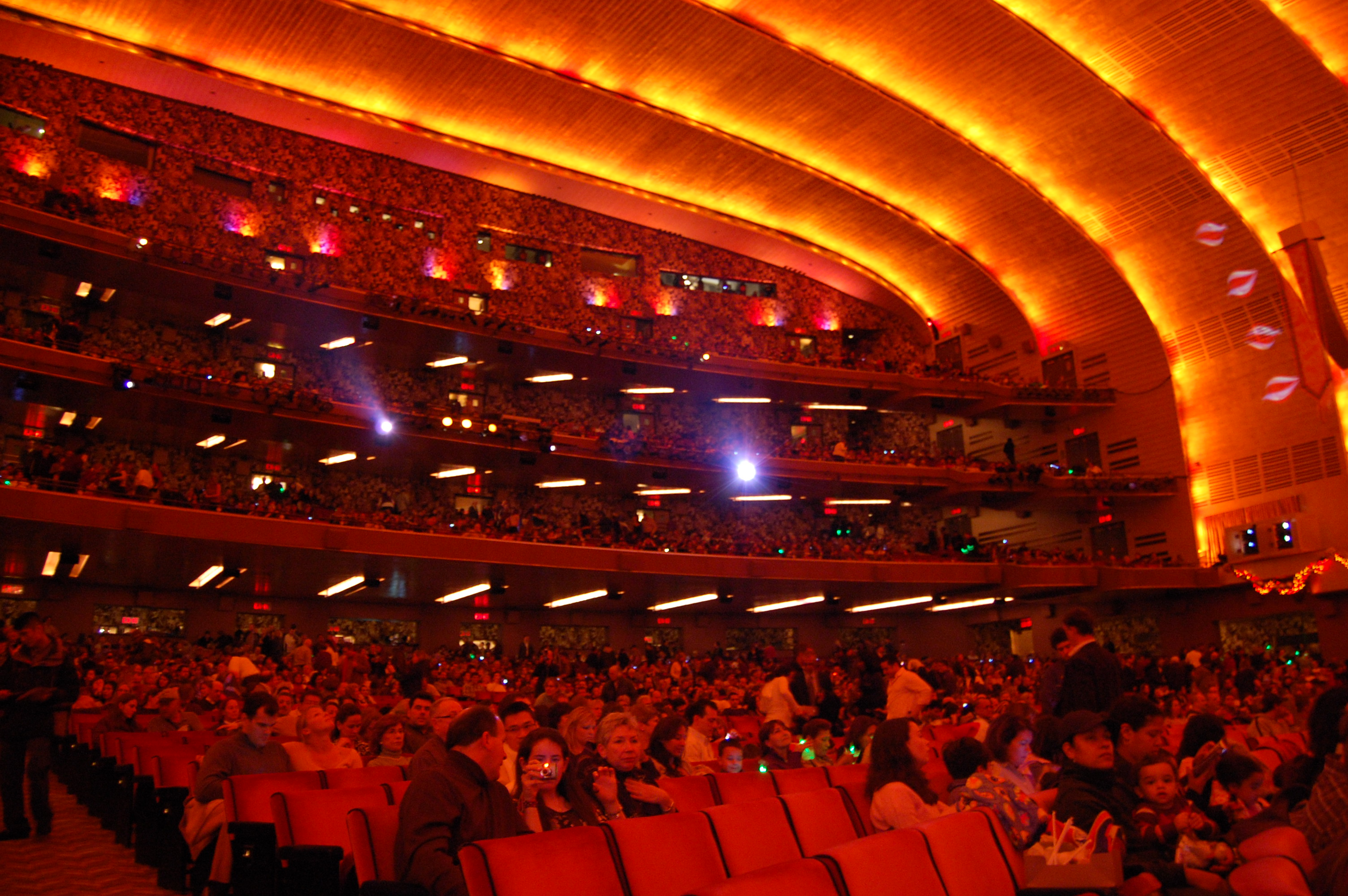
Vista de la platea del auditorio, anfiteatros y palcos.
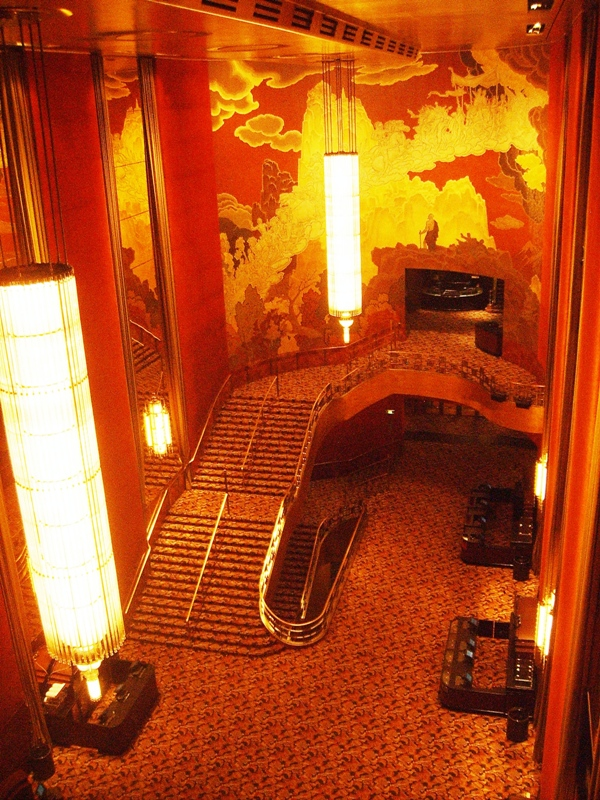
Una vista del Gran Vestíbulo.
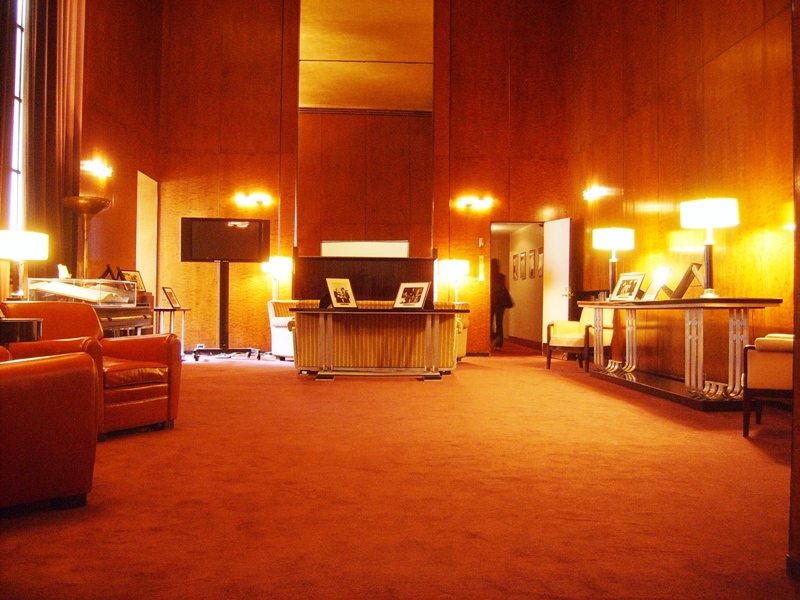
Sala vip: La "Roxy Suite".
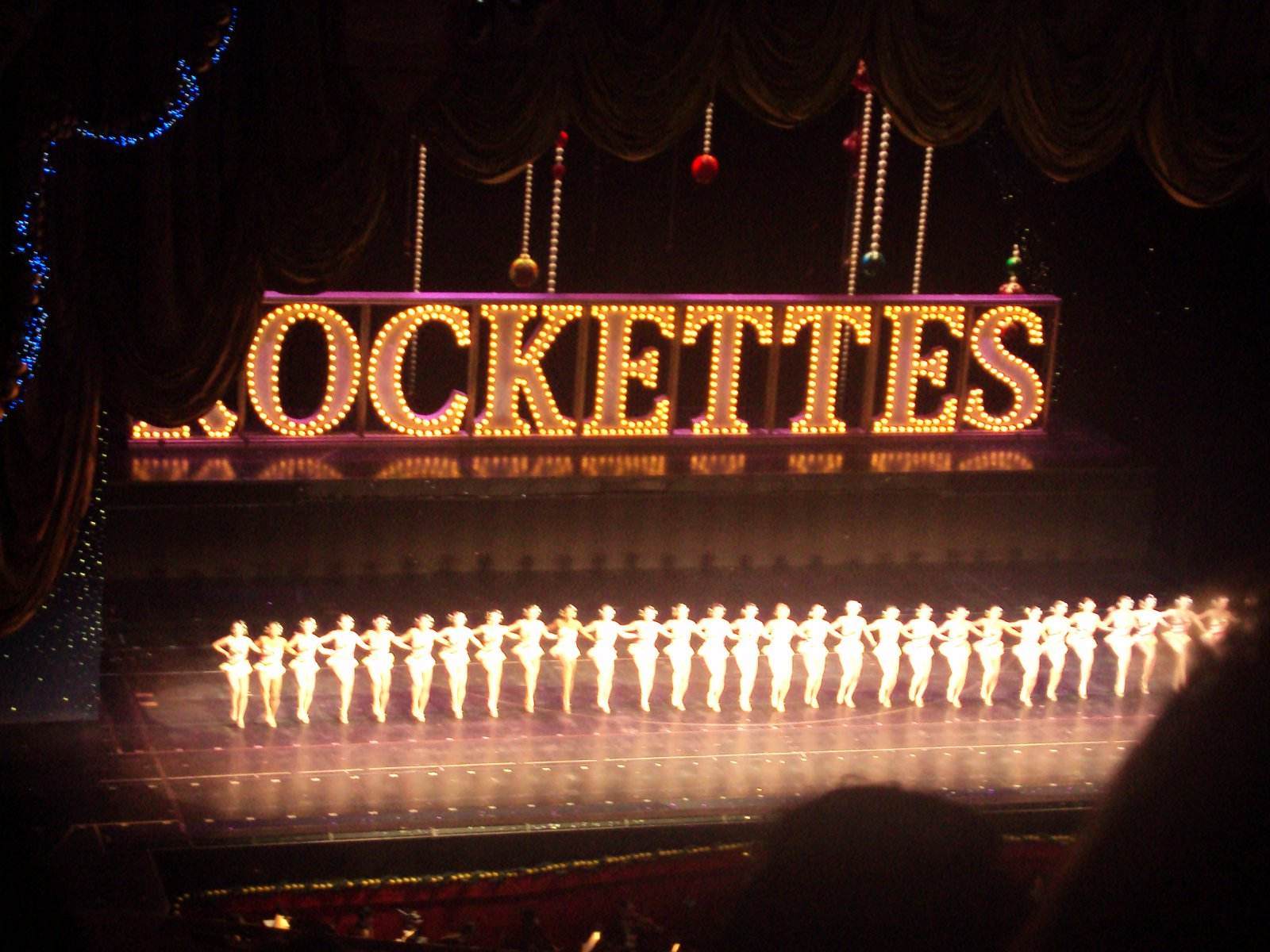
Las Rockettes, durante una de sus actuaciones.
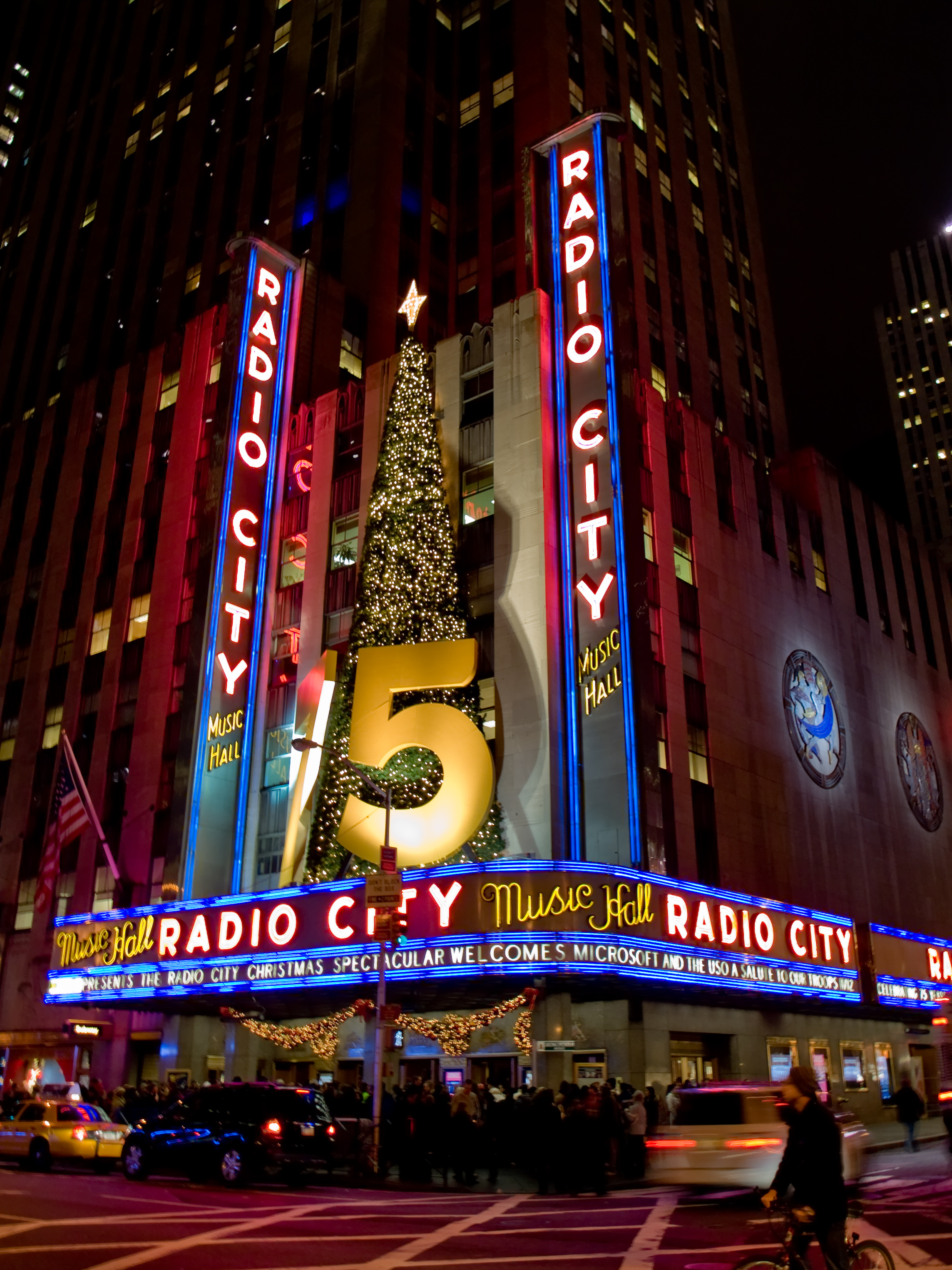
La marquesina en enero de 2008.
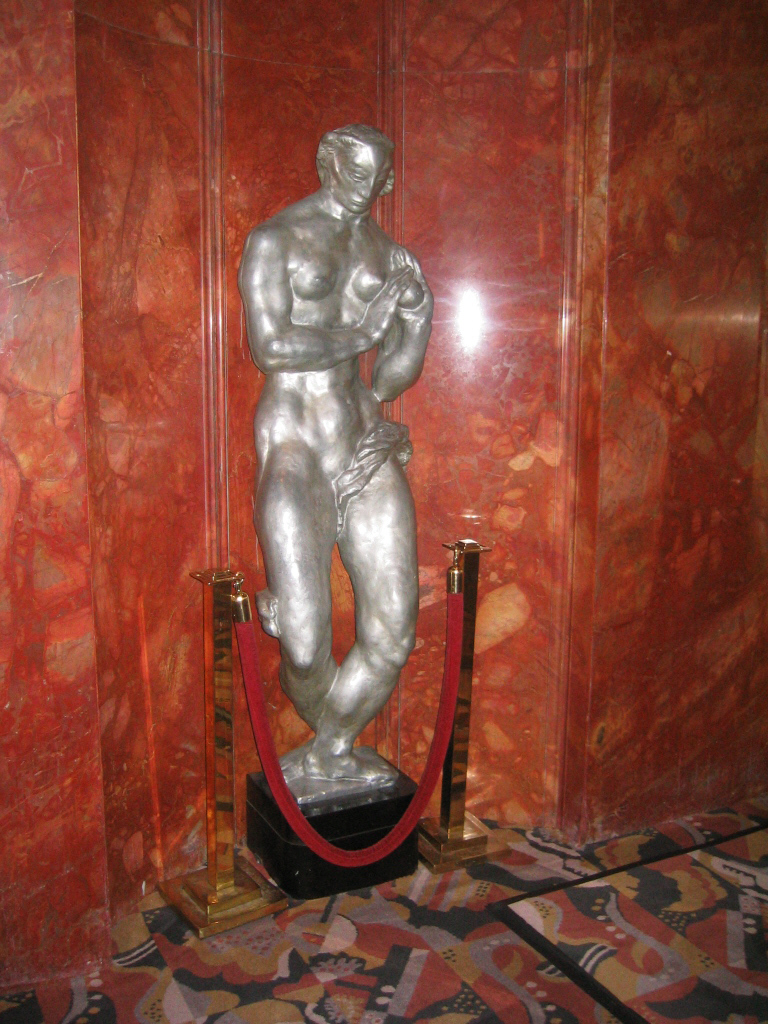
Escultura en el vestíbulo.
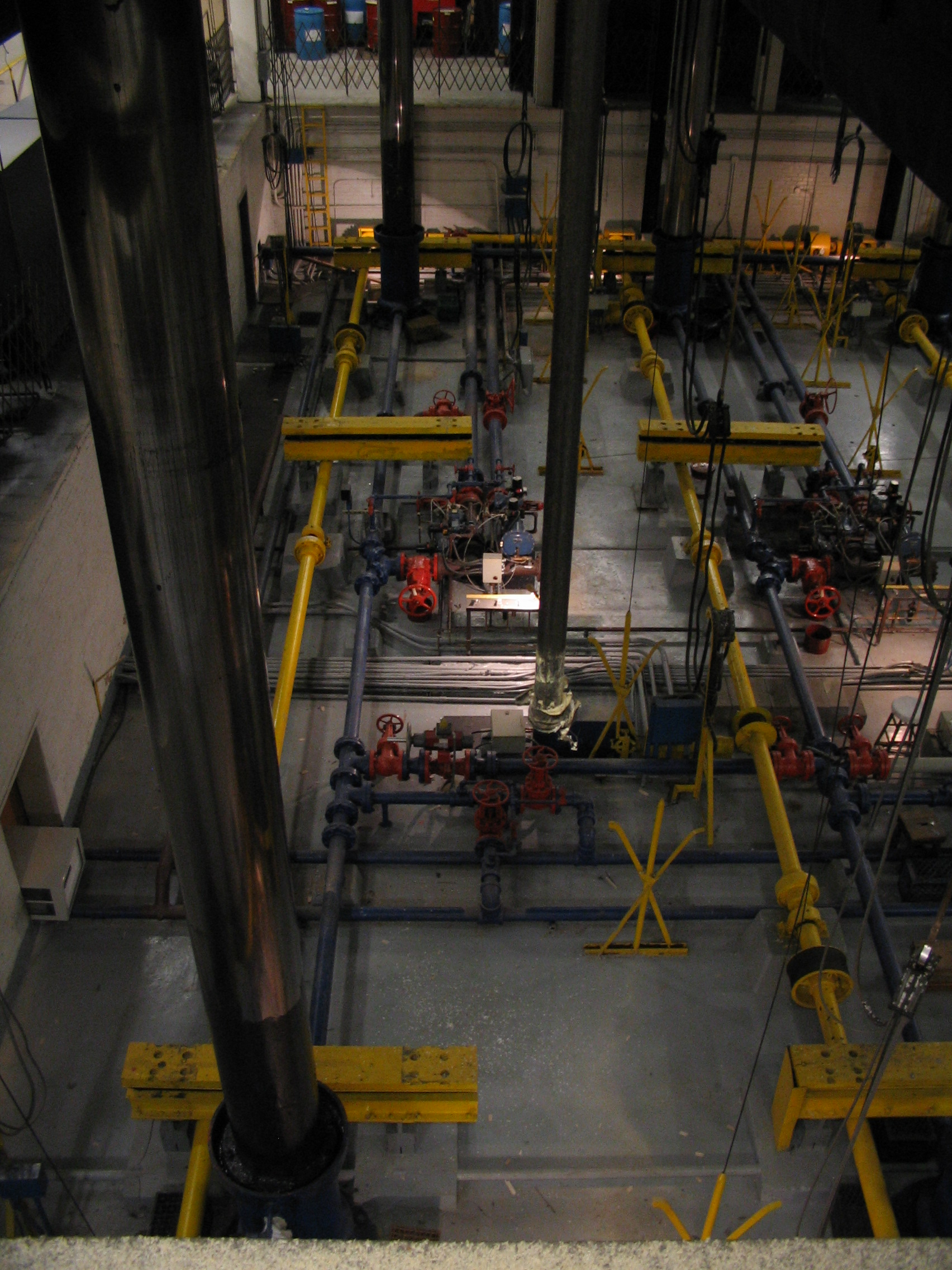
Pozo hidráulico bajo el escenario principal.
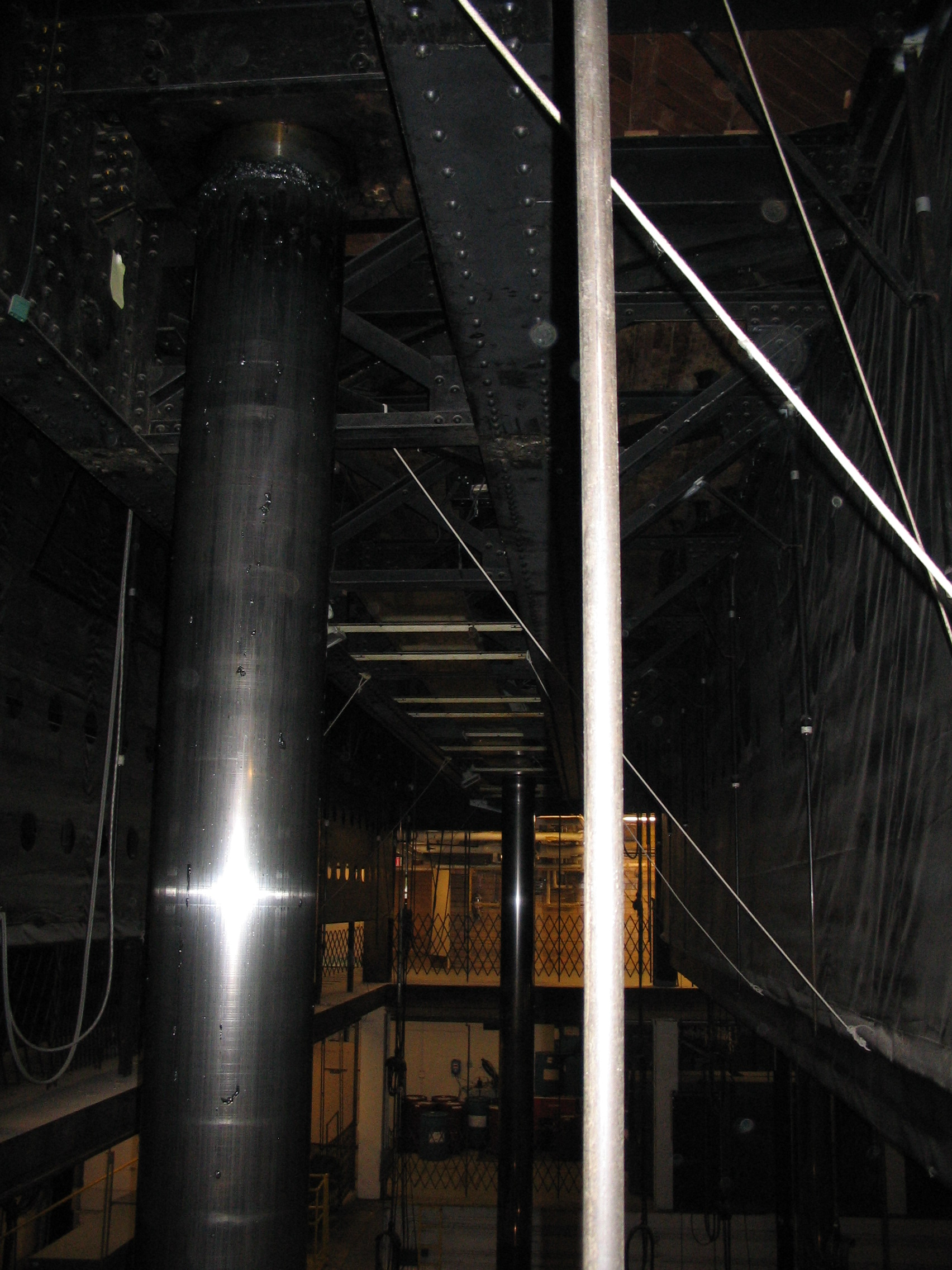
Elevador del foso de la orquesta bajo el escenario principal.
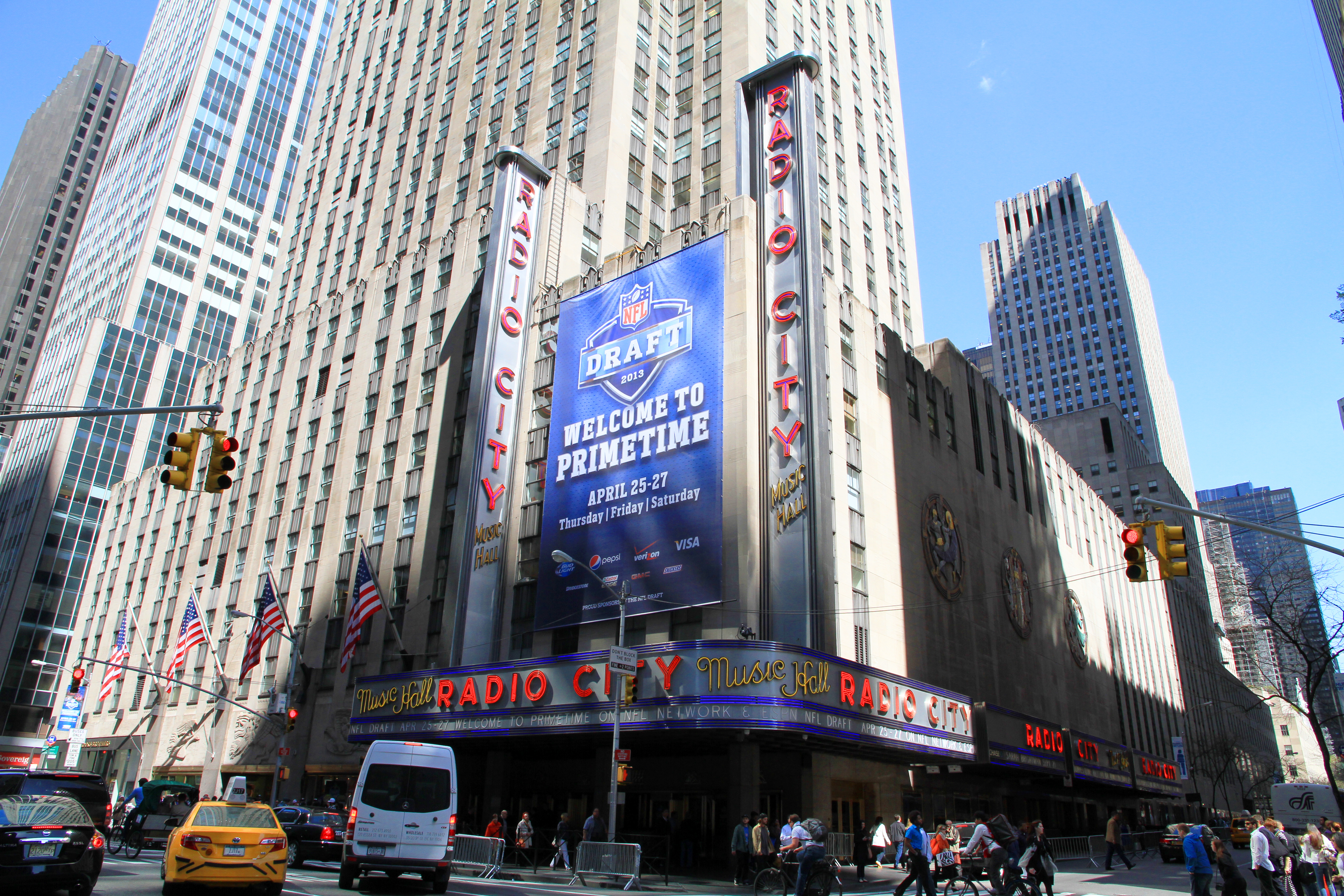
Radio City Music Hall

## Libros relacionados
- Francisco, Charles. An Affectionate History of the World's Greatest Theatre, con fotografía especial en color por James Stewart Morcom y Vito Torelli. Dutton (Nueva York), 1979. ISBN 0-525-18792-8.
- Okrent, Daniel. Great Fortune: The Epic of Rockefeller Center. Viking Press (Nueva York), 2003.
- Roussel, Christine. The Art of Rockefeller Center. W. W. Norton and Company (Nueva York), 2006.